# Loonbelasting

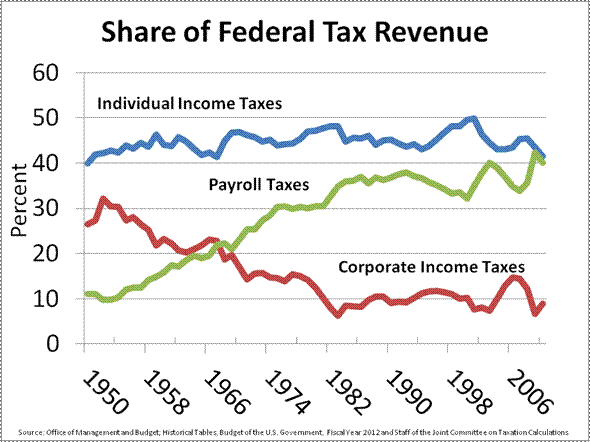
Aandeel inkomstenbelasting (blauw), loonbelasting (groen) en vennootschapsbelasting (rood) in de VS.

Loonbelasting is een directe belasting die geheven wordt over het loon van werknemers of met hen gelijkgestelde personen. Daarnaast worden over het loon van werknemers in veel landen zogenoemde sociale premies geheven. Juridisch gezien zijn dit twee verschillende soorten heffingen. De loonbelasting is een belasting en is daarmee een algemeen middel tot overheidsfinanciering. Sociale premies zijn daarentegen bedoeld om sociale verzekeringen te financieren. Voor de loonbelasting is de heffingsplichtige niet gerechtigd tot een specifieke prestatie van overheidszijde, daar waar dit bij sociale premies wel het geval is (de heffingsplichtige is in de eerste plaats wettelijk verzekerd voor een bepaald risico waarvoor hij en / of zijn werkgever al dan niet wettelijk verplicht premies verschuldigd is). Het verschil is vooral van belang in grensoverschrijdende situaties.

## Loonbelasting in Nederland

### Algemeen
Loonbelasting is in Nederland in de eerste plaats de belasting die door de werknemer over zijn loon verschuldigd is en die door zijn werkgever op het loon van de werknemer wordt ingehouden en namens de werknemer aan de fiscus wordt betaald. De loonbelasting is deel van de zogenoemde loonheffing. Daarnaast wordt loonbelasting geheven van natuurlijke personen die met werknemers gelijkgesteld worden, en onder omstandigheden van de werkgever. De werkgever behoort van de inhoudingen bij de fiscus aangifte te doen en de verschuldigde belasting vervolgens aan de fiscus af te dragen. Sinds 1 januari 2006 moet deze aangifte elektronisch gebeuren. Als er een fout in de aangifte is gemaakt moet er een correctiebericht worden ingediend.
Tegelijk met de loonbelasting wordt veelal ook het andere deel van de loonheffing door de werkgever op het loon ingehouden: de premies volksverzekeringen. De belastingdienst is ook voor deze heffing verantwoordelijk. Per 1 januari 2006 wordt tevens gelijktijdig de Inkomensafhankelijke premie Zorgverzekeringswet ingehouden. De loonheffing en de premies voor de zogenoemde werknemersverzekeringen worden gezamenlijk aangeduid als loonheffingen.

### Directe belasting
Het feit dat bij de Nederlandse loonbelasting de belastingplichtige (de werknemer) verschilt van de inhoudingsplichtige (de werkgever) doet niet af aan het directe karakter van de belasting. Juridisch gezien is en blijft de werknemer in beginsel de belastingplichtige, ook al is het iemand anders (de werkgever) die namens hem de loonbelasting afdraagt aan de fiscus.

### Voorheffing
In Nederland werkt de loonbelasting normaliter als een voorheffing op de inkomstenbelasting, dat wil zeggen dat de ingehouden loonbelasting wordt verrekend met de inkomstenbelasting. Heeft de belastingplichtige geen andere inkomsten dan loon, dan zal de belastingplichtige in de regel geen extra inkomstenbelasting verschuldigd zijn. De belastingplichtige kan onder omstandigheden zelfs een teruggaaf van belasting tegemoetzien omdat de inkomstenbelasting meer persoonlijke aftrekmogelijkheden en vrijstellingen biedt dan de loonbelasting. Het loonbegrip zelf is voor de Nederlandse inkomstenbelasting en de Nederlandse loonbelasting nagenoeg geheel gelijk aan elkaar.
Twee grote voordelen van de loonbelasting boven de inkomstenbelasting zijn het feit dat de belasting bij een relatief kleine groep geïnd wordt (werkgevers in plaats van werknemers) en het feit dat de loonbelasting stelselmatig en op efficiënte wijze over het jaar verdeeld naar de schatkist toevloeit.

### Geschiedenis
De loonbelasting is in 1941 ingevoerd. Daarvoor werd de inkomstenbelasting vaak jaarlijks geïnd, en moesten werknemers hier zelf voor sparen. Veel spaarbanken faciliteerden dit met een afhaaldienst, die periodiek de inleg bij de deelnemer thuis kwam afhalen.

## België
Zie: Personenbelasting